# Loti
El loti (plural Maloti en sesotho) es la moneda oficial del Reino de Lesoto. Se divide en 100 lisente (singular sente). Está fijado al rand sudafricano a la par gracias al Área Monetaria Común, por lo que el rand también es moneda de curso legal en Lesoto. Su código ISO 4217 es LSL.
El loti se introdujo por primera vez en 1966 aunque no como una moneda destinada a la circulación. En 1980, Lesoto emitió las primeras monedas con denominaciones en lotis y lisente para sustituir al rand sudafricano.

## Monedas
En 1980 se introdujeron monedas fechadas en 1979 en denominaciones de 1, 2, 5, 10, 25, 50 lisente y 1 loti. En 1996 se añadieron las monedas de 2 y 5 maloti, y en 1998 la de 20 lisente para sustituir la de 25 lisente.
Estas son las características principales de las monedas en circulación:
| Denominación | Emisión actual | Metal    | Forma    | Diámetro (mm) | Peso (g) | Canto                | Anverso                                                            | Reverso                                        |
| ------------ | -------------- | -------- | -------- | ------------- | -------- | -------------------- | ------------------------------------------------------------------ | ---------------------------------------------- |
| 1 Sente      | 1996           | Cu+Ni+Zn | Circular | 16,40         | 1,40     |                      | Escudo de armas KINGDOM OF LESOTHO año de acuñación                | Gorro tradicional basotho Valor facial 1 SENTE |
| 2 Lisente    | 1992           | Cu+Ni+Zn | Circular | 19,50         | 2,30     |                      | Escudo de armas KINGDOM OF LESOTHO año de acuñación                | Buey Valor facial 2 LISENTE                    |
| 5 Lisente    | 1998           | Cu+Ni+Zn | Circular | 15,00         | 1,70     | Estriado             | Escudo de armas KINGDOM OF LESOTHO año de acuñación                | Choza Valor facial 5 LISENTE                   |
| 10 Lisente   | 1998           | Cu+Ni+Zn | Circular | 16,00         | 1,90     | Estriado             | Escudo de armas KINGDOM OF LESOTHO año de acuñación                | Cabra Valor facial 10 LISENTE                  |
| 20 Lisente   | 1998           | Cu+Ni+Zn | Circular | 18,00         | 2,70     | Estriado             | Escudo de armas KINGDOM OF LESOTHO año de acuñación                | Planta Valor facial 20 LISENTE                 |
| 50 Lisente   | 1998           | Cu+Ni+Zn | Circular | 20,00         | 3,50     | Estriado             | Escudo de armas KINGDOM OF LESOTHO año de acuñación                | Jinete Valor facial 50 LISENTE                 |
| 1 Loti       | 1998           | Cu+Ni    | Circular | 21,00         | 3,90     | Estriado             | Moshoeshoe II KINGDOM OF LESOTHO H.M.MOSHOESHOE 1 año de acuñación | Escudo de armas Valor facial 1 LOTI            |
| 2 Maloti     | 1998           | Cu+Ni    | Circular | 22,00         | 4,55     | Estriado             | Escudo de armas KINGDOM OF LESOTHO año de acuñación                | Sorgo Valor facial 2 MALOTI                    |
| 5 Maloti     | 1998           | Cu+Ni    | Circular | 25,00         | 6,44     | Estriado discontinuo | Escudo de armas KINGDOM OF LESOTHO año de acuñación                | Trigo Valor facial 5 MALOTI                    |

## Billetes
En 1980 se emitieron billetes fechados en 1979 en denominaciones de 2, 5 y 10 maloti. En 1981 se añadieron los de 20 y 50 maloti, seguidos en 1994 de los de 100 y 200 maloti.
Los billetes actualmente en circulación se detallan a continuación:
| Denominación | Efigie        | Color predominante | Imagen del anverso | Imagen del reverso |
| ------------ | ------------- | ------------------ | ------------------ | ------------------ |
| 10 Maloti    | Moshoeshoe II | Rosa/Rojo          |                    |                    |
| 20 Maloti    | Moshoeshoe II | Azul/Verde         |                    |                    |
| 50 Maloti    | Moshoeshoe II | Azul/Violeta       |                    |                    |
| 100 Maloti   | Moshoeshoe II | Rojo/Marrón        |                    |                    |
| 200 Maloti   | Moshoeshoe II | Azul/Marrón        |                    |                    |